# Palauli
Palauli ist ein politischer Bezirk (samoanisch itūmālō, englisch electoral district) von Samoa und ein Dorf an der Südküste der Insel Savaiʻi. 2001 wurden bei der Bevölkerungszählung 8984 Einwohner gezählt. Ein Hauptteil im Zentrum der Insel (Palauli West) ist von der Exklave im Ostteil der Insel durch eine Exklave des Itumalo Satupaʻitea getrennt. Der Hauptort Vailoa (Vailoa i Palauli) befindet sich zusammen mit der namensgebenden Siedlung Palauli im östlichen Areal, in der Palauli Bay.

## Geographie
Der Bezirk ist hauptsächlich an der Küste besiedelt. Dort verläuft auch die South Coast Road. Im Landesinnern erstrecken sich durch frühere vulkanische Aktivität geprägte Landstriche, unter anderem das zerklüftete Alia o le Gaoa. Von den Vulkanen, die sich wie eine Kette über das Zentrum der Insel ziehen, finden sich nur Mount Mafane (909 m ⊙), Mount Siope (1813 m ⊙) und Mount Afi (1563 m ⊙) im Gebiet.
An der Küste haben Lavaströme spezielle vulkanische Formationen geschaffen. Die Alofaaga Blowholes (Taga Blowholes) an der Küste bei Taga und die Nuu Black Sand Beach (⊙) sind Touristenattraktionen. Auch die Tafua-Halbinsel am Südostrand des Bezirks mit dem Mount Tafua Savaiʻi (170 m ⊙) und dem Tafua Rainforest Preserve ist vulkanischen Ursprungs. Dort grenzt der Bezirk an den Bezirk Faʻasaleleaga. Das Cape Paepaeoleʻia (⊙) stellt den südlichsten Punkt der Insel Savaiʻi dar.
In jüngerer Vergangenheit hat sich das Dorf Sili im Inland gegen ein Wasserkraft-Projekt der Regierung gewehrt aufgrund von Umweltschutz- und kulturellen Bedenken.

## Tradition
Der höchstrangigste Matai (Häuptlingstitel) im Bezirk ist Lilomaiava, der in Vailoa ansässig ist. Für die Wahl muss die Ortsgemeinschaft von Vailoa auch das Dorf Safotu im Bezirk Gagaʻifomauga zu Rate ziehen. Safotu ist die nördliche Gemeinschaft, die an der Vergabe des Lilomaiava-Titels beteiligt ist. Der Titel kam als Name des Malietoa Lilomaiava auf die Insel Upolu, indem er als Ehrenname vergeben wurde, nachdem Lilomaiava die Monarchie der Tuʻi Tonga in einer Spiel-Wette besiegt hatte. Malietoa bedeutet in der Tongaischen Sprache „Stärke“ und „Mut“.

## Archäologie
Rund um den Pulemelei Mound werden ausgedehnte prähistorische Siedlungen vermutet und eine archäologische Kartographierung ist vorgenommen worden.

## Persönlichkeiten
- Uale Mai, aus Vailoa, Rugby-Union-Spieler, ehemals Captain der Samoa National Rugby Sevens (Samoa Sevens)[3], Gewinner des IRB International Sevens Player of the Year in der 2005–06 World Sevens Series.

- Jay Laga’aia (* 1963), aus Faala, Schauspieler: Australische Kindersendung Playschool, Captain Typho in Star Wars: Episode II – Angriff der Klonkrieger und Star Wars: Episode III – Die Rache der Sith, Draco in Xena – Die Kriegerprinzessin.

## Galerie

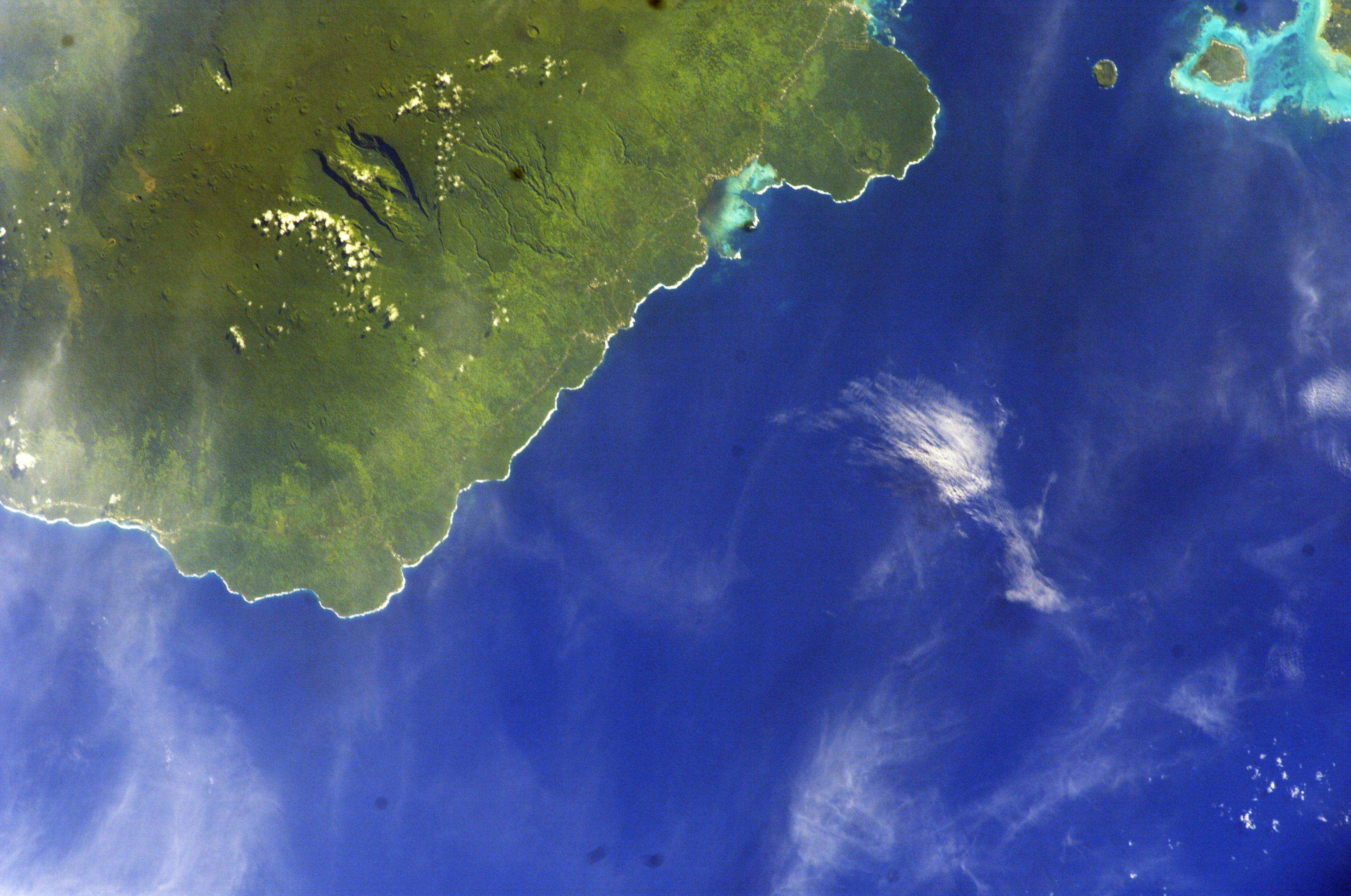
Satellitenbild von Palauli und Satupa'itea, Süden von Savaiʻi. (NASA photo).
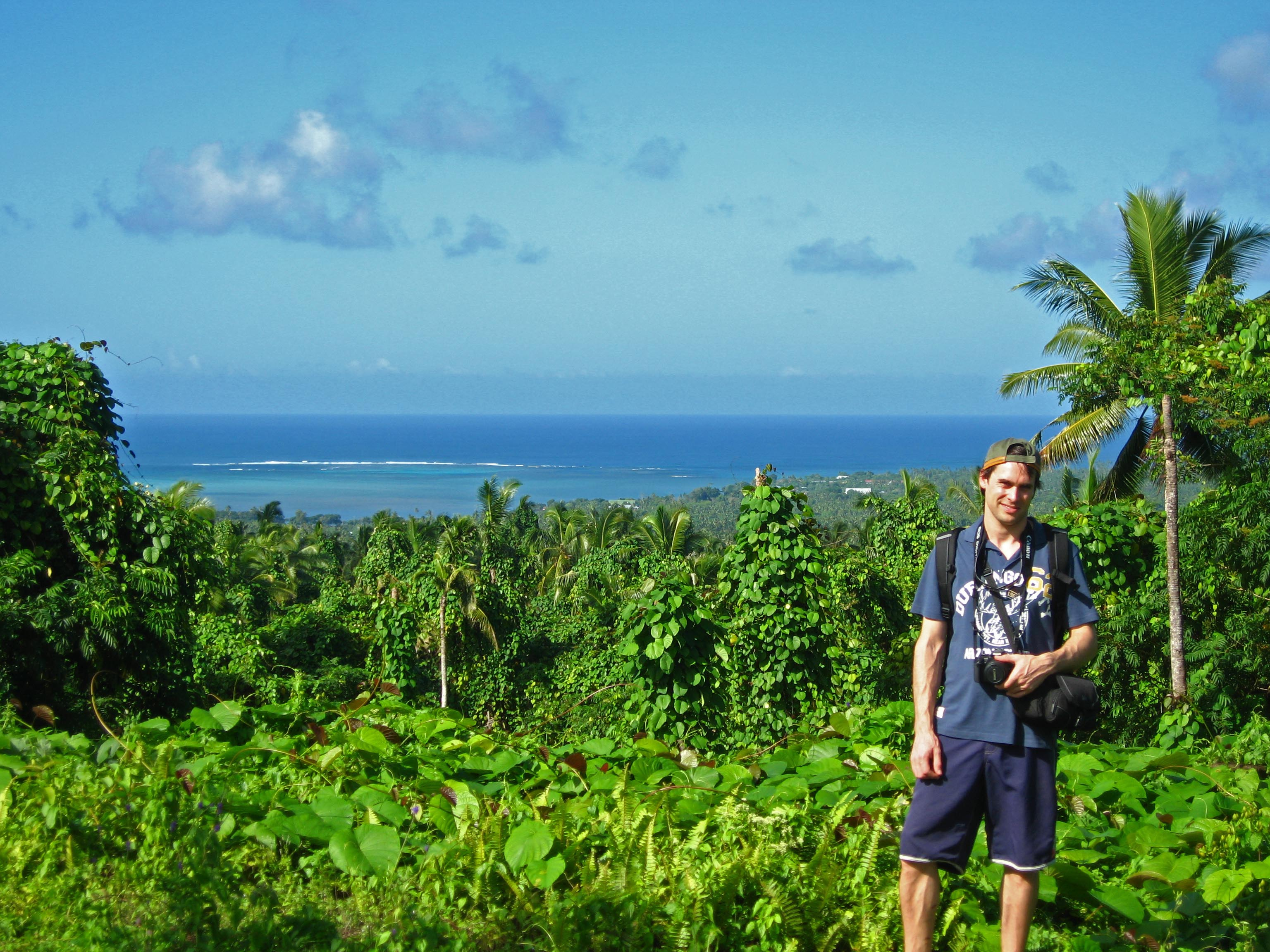
Blick vom Pulemelei Mound
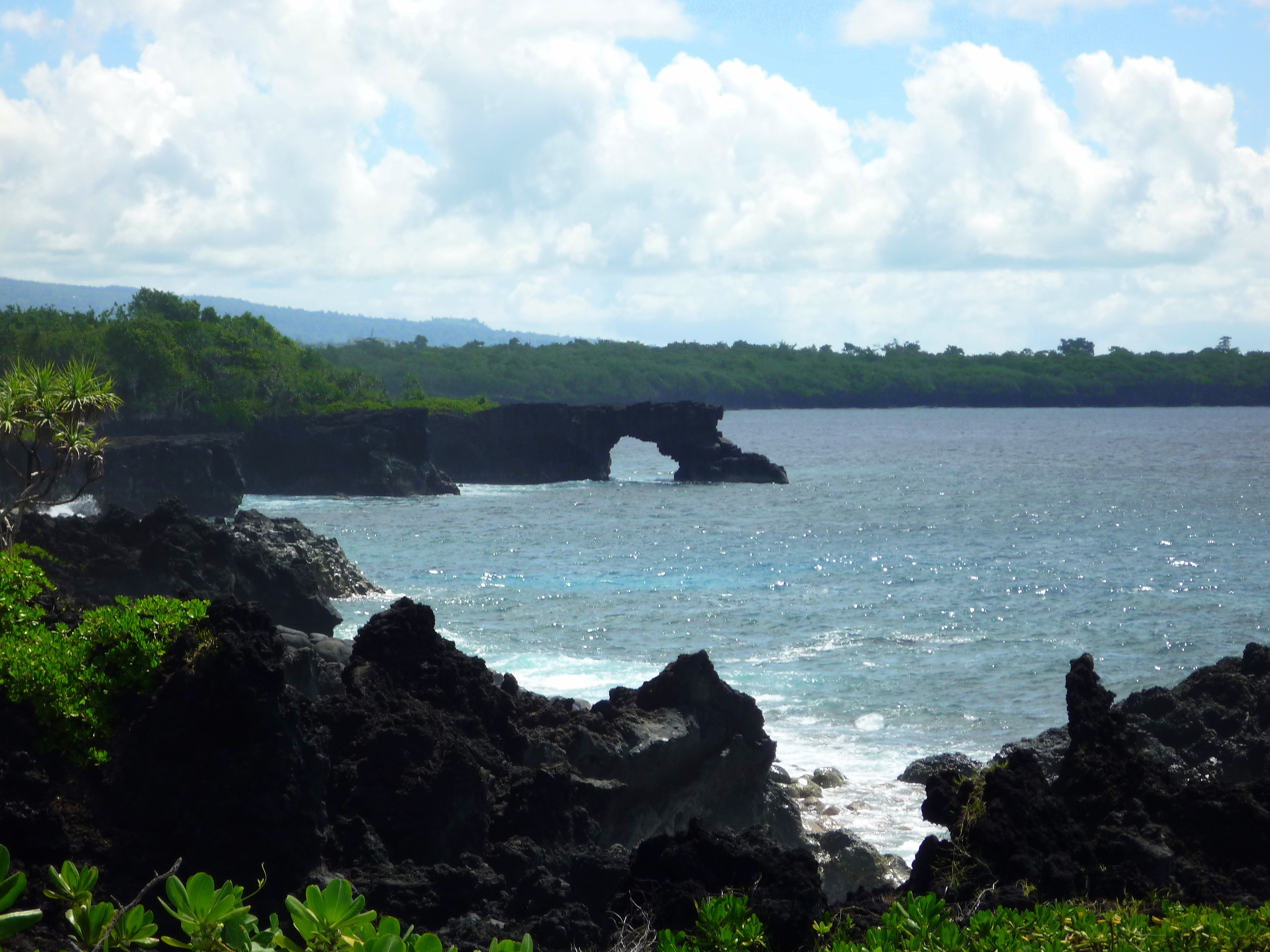
Vulkanisch geprägte Küstenlinie.
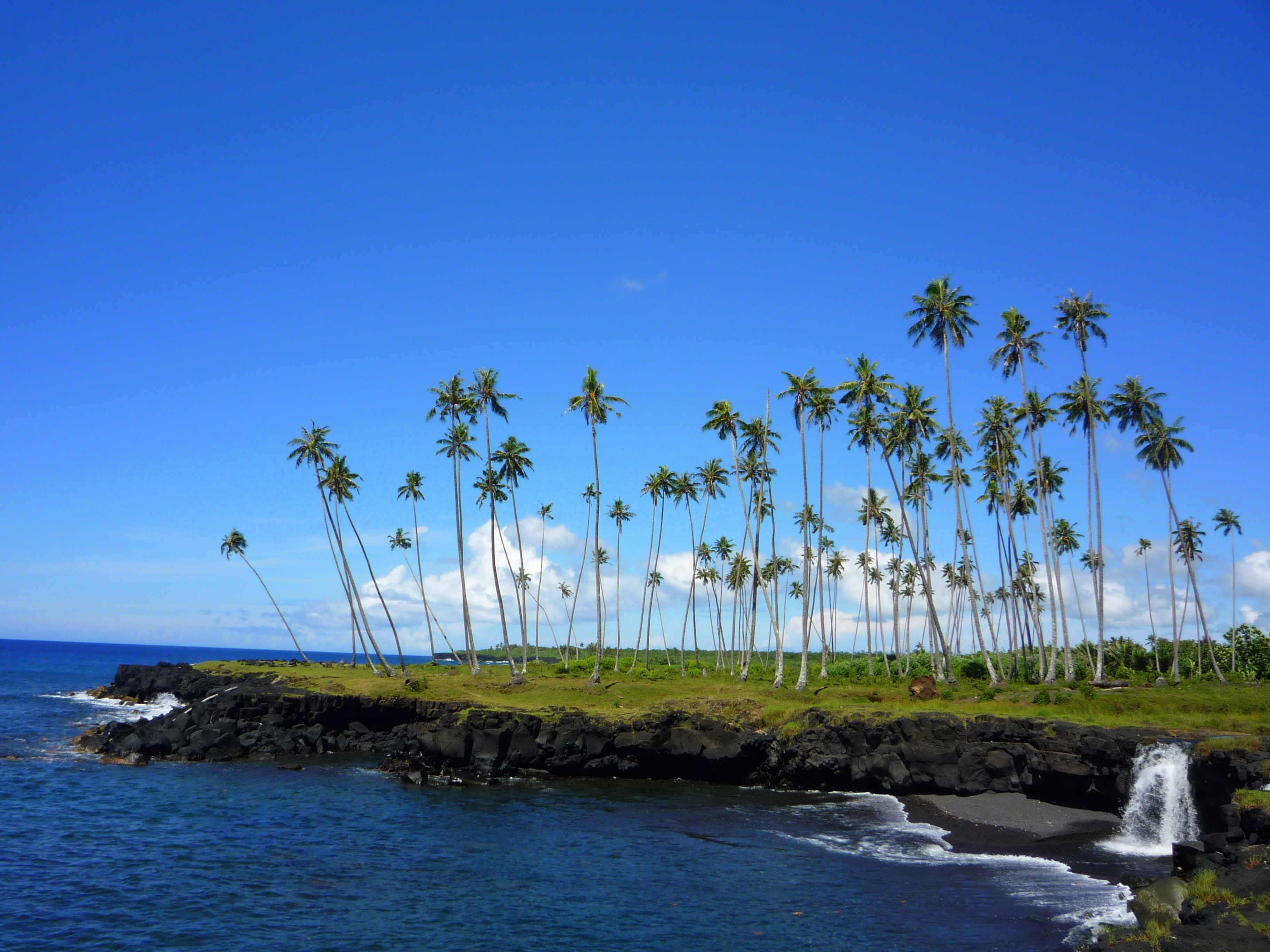
Mu Pagoa Falls am Meer.
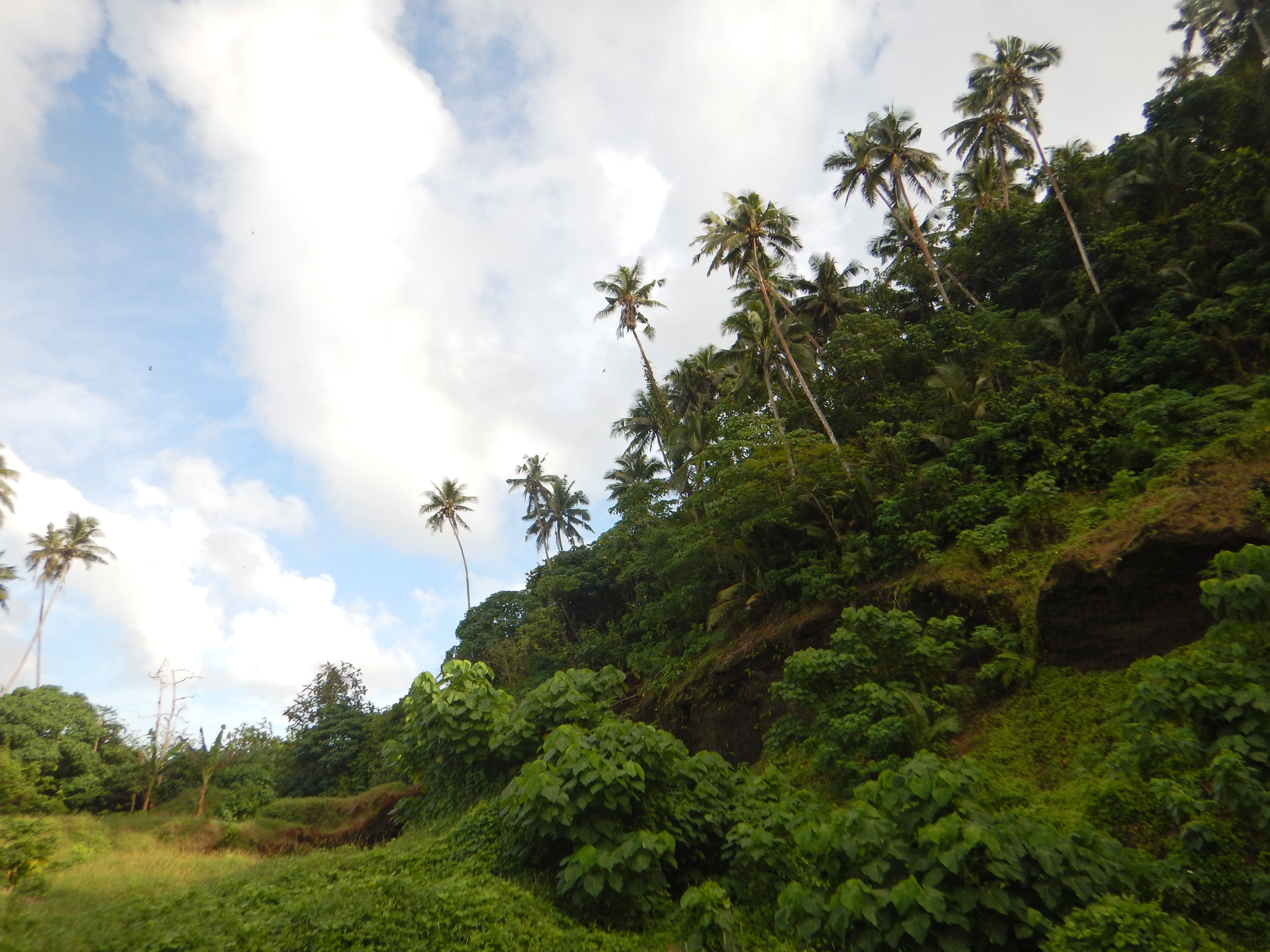
Süden von Tafua Peninsula